# 夏草の誘い
| 専門評論家によるレビュー      | 専門評論家によるレビュー |
| レビュー・スコア              | レビュー・スコア         |
| 出典                          | 評価                     |
| ----------------------------- | ------------------------ |
| オールミュージック            | [ 2 ]                    |
| Christgau's Record Guide      | B                        |
| MusicHound                    | [ 4 ]                    |
| ピッチフォーク・メディア      | 10/10                    |
| Paul Roland                   | [ 6 ]                    |
| ローリング・ストーン          | (mixed)                  |
| The Rolling Stone Album Guide | [ 8 ]                    |
| Martin C. Strong              | 8/10                     |
| Encyclopedia of Popular Music | [ 9 ]                    |

『夏草の誘い』（なつくさのいざない、原題：The Hissing of Summer Lawns）は、1975年にリリースされたカナダのシンガーソングライター、ジョニ・ミッチェルによる7枚目のスタジオ・アルバム。
『ローリング・ストーン』誌が選んだ「オールタイム・グレイテスト・アルバム500」（2020年版）において258位にランクされている。

## 背景
1975年初頭、ミッチェルは『コート・アンド・スパーク』ツアー以来書き溜めていた数曲のアコースティック・デモを録音するためにスタジオ入りした。数か月後、バンドと共にレコーディングを行った。ミッチェルの音楽的興味はフォークおよび当時のポップシーンからは離れて、より広い範囲の楽器を用いたジャズに刺激されたものになっていた。「ジャングル・ライン」はミッチェルとしてはサンプリング音源を含む曲の初めての商業的リリースとなったが、これはアフリカのミュージシャンのループ録音を採用したものだった。このサンプリング音源の実践は1980年代には西洋のロックシーンにおいて一般的になっていった。「フランスの恋人たち」では『コート・アンド・スパーク』の豊かなポップサウンドを継承し、タイトル曲や「イーディスと親玉」では南カリフォルニアの郊外の生活を記録する取り組みを行った。

## 楽曲
1曲目の「フランスの恋人たち」は、1950年代のロックンロール時代の小さな町で大人になることについてのジャズ＝ロックの歌である（この曲はアルバムからのシングルとしてリリースされ、ビルボード・チャートで66位に達した）。「ジャングル・ライン」ではアフリカで屋外録音されたDrummers of Burundi（アルバムクレジットには warrio drums と記載）が使用されており、ギター、モーグおよびボーカル・ラインに重ね合わされている。歌詞はフランスのポスト印象派の画家、アンリ・ルソーの作品へのオマージュとなっている。ミッチェルは彼の作品のディテールと、音楽産業及びアングラなドラッグカルチャーと言った現代の都市生活のイメージとを混ぜ合わせている。
「イーディスと親玉」では、ギャングの新しい情婦が街にやってくる物語を描き、ジャズへの回帰を示している。「悲しみはともだち」は、男性による支配に立ち向かい、個人としての自身の存在を宣言する女性に焦点をあてた、意識の流れの歌詞を伴ったアコーステック・ギターを基調とした曲になっている。「美しい誘惑者」は、現代の南部女性の人生と、『風と共に去りぬ』のスカーレット・オハラのキャラクターと言うステレオタイプと言う自己イメージに基づくオーケストラ・ベースの作品である。
サイド2は、夫の資産の一部のように扱われている結婚に留まることを選択した女性について歌ったタイトル曲「夏草の誘い」で始まる。「ボーホー・ダンス」では、アーティストが商業的成功のために芸術的誠実さを裏切っていると感じている人々にコメントし、ミッチェル自身についてこれを述べた人々に皮肉な目を向け、トム・ウルフの『現代美術コテンパン』に匹敵する。「メドレー　ハリーの家/センターピース」では、現代の生活における孤独の例としてうまく行かない結婚に関心が寄せられるとともに、ハリー・"スウィート"・エディソンとジョン・ヘンドリクスによるセンターピースがはめ込まれている。「スウィート・バード」は、ミッチェルの「告白的」と呼ばれるシンガー・ソングライターのスタイルにやや戻った軽いアコースティックの楽曲で、加齢による美しさの喪失に取り組んでいる。この歌詞ではテネシー・ウィリアムズの『青春の甘き小鳥』を参照していることが示されている。最後の曲は「シャドウズ・アンド・ライト」であり、ミッチェルの声の複数のオーバー・ダビングと、ARPのストリング・マシーン（アルバム・ジャケットにはARP-Farfisaとクレジットされている）で構成されている。
「ジャングル・ライン」のアフリカの主題は暗色の肌の人々が大きな蛇を運んでいる絵としてアルバム・ジャケットにあしらわれている（オリジナルLPのジャケットにはエンボス加工されていた）。人々と蛇の両方はバックカヴァーに青く（UK版では緑に）印をつけられたミッチェル所有の家と共に、ビバリーヒルズの郊外にスーパーインポーズされている。

## 反応
アルバムは当初辛辣な批評を受けた。『ローリング・ストーン』誌のスティーヴン・ホールデンはアルバムの歌詞は印象的だが、曲は失敗だと書いている。「もしも『夏草の誘い』がしっかりした言葉を提供しているのなら、それはあやふやな音楽とセットになっている……トム・スコットのL.A.エクスプレスの4人のメンバーが『誘い』にフィーチャーされているが、彼らのインスパイアされていないジャズ＝ロック・スタイルはミッチェルのロマンチックなスタイルに対抗している……『夏草の誘い』は気が散るようなサウンドトラックを伴ったポップな詩の究極的な集大成だ。まず読みなさい。それからかけるのです」。
しかしながら、このレコードの評判は、年と共に伸びてきた。音楽記者のハワード・スーンズは『夏草の誘い』をミッチェルの代表作で、「『血の轍』と肩を並べるLP」と呼んだ。生涯にわたるミッチェルのファンであるプリンスはこのアルバムを愛し、インタビューで称賛した。
1977年、ミッチェルはこのアルバムでグラミー賞の最優秀女性ポップ・ボーカル・パフォーマンス賞にノミネートされた。コリン・ラーキンの『All Time Top 1000 Albums （2000）』の第3版の投票では217番に選ばれた。
このアルバムはロバート・ディマリーの『死ぬ前に聴くべき1001枚のアルバム』に収録されている。

## 収録曲
| 全作詞・作曲: 特記あるものを除きジョニ・ミッチェル。 |                                                               |                                      |                                      |      |
| #                                                    | タイトル                                                      | 作詞                                 | 作曲・編曲                           | 時間 |
| 1.                                                   | 「フランスの恋人たち - "In France They Kiss on Main Street"」 | 特記あるものを除きジョニ・ミッチェル | 特記あるものを除きジョニ・ミッチェル | 3:19 |
| 2.                                                   | 「ジャングル・ライン - "The Jungle Line"」                    | 特記あるものを除きジョニ・ミッチェル | 特記あるものを除きジョニ・ミッチェル | 4:25 |
| 3.                                                   | 「イーディスと親玉 - "Edith and the Kingpin"」                | 特記あるものを除きジョニ・ミッチェル | 特記あるものを除きジョニ・ミッチェル | 3:38 |
| 4.                                                   | 「悲しみはともだち - "Don't Interrupt the Sorrow"」           | 特記あるものを除きジョニ・ミッチェル | 特記あるものを除きジョニ・ミッチェル | 4:05 |
| 5.                                                   | 「美しい誘惑者 - "Shades of Scarlett Conquering"」            | 特記あるものを除きジョニ・ミッチェル | 特記あるものを除きジョニ・ミッチェル | 4:59 |

| #  | タイトル                                                              | 作詞・作曲                                                   | 時間 |
| -- | --------------------------------------------------------------------- | ------------------------------------------------------------ | ---- |
| 1. | 「夏草の誘い - "The Hissing of Summer Lawns"」                        | ジョニ・ミッチェル、ジョン・ゲラン                           | 3:01 |
| 2. | 「ボーホー・ダンス - "The Boho Dance"」                               |                                                              | 3:48 |
| 3. | 「メドレー ハリーの家/センターピース - "Harry's House; Centerpiece"」 | ジョニ・ミッチェル、ジョン・ヘンドリクス、ハリー・エディソン | 6:48 |
| 4. | 「スウィート・バード - "Sweet Bird"」                                 |                                                              | 4:12 |
| 5. | 「シャドウズ・アンド・ライト - "Shadows and Light"」                  |                                                              | 4:19 |

## 参加ミュージシャン
曲番はアルバムのCDおよびデジタル配信に基づく
- ジョニ・ミッチェル – ボーカル、アコースティック・ギター(1–4, 9)、 モーグ(2)、ピアノ(5, 9)、キーボード(7)、ARPおよびFarfisa (10)
- ヴィクター・フェルドマン – エレキピアノ(1, 5)、コンガ(4)、 ヴィブラフォン(5)、キーボードおよびパーカッション(6)
- ジョー・サンプル – エレキピアノ(3)、キーボード(8)
- ラリー・カールトン – エレキギター(3–5, 09)
- ロベン・フォード – エレキギター(1)、ドブロ(4)、ギター(8)
- ジェフ・バクスター – エレキギター(1)
- ジェームス・テイラー – バック・ボーカル(1)、ギター(6)
- デヴィッド・クロスビーとグラハム・ナッシュ – バック・ボーカル(1)
- マックス・ベネット – ベース(1, 5–8)
- ウィルトン・フェルダー – ベース(3, 4)
- ジョン・ゲラン – ドラムス(2以外)、モーグおよび編曲(6)
- ブルンジ王立太鼓隊 (2)
- チャック・フィンドリー – ホーン(3)、トランペット(6, 8)、フリューゲルホルン(7)
- バド・シャンク – サクソフォーンおよびフルート(3, 6)、バスフルート(7)
- デイル・オーラー – 弦楽編曲(5)

技術
- ジョニ・ミッチェル – プロデューサー、カヴァー・デザイン、イラストレーション
- ヘンリー・レヴィー – エンジニア、ミッチェルとともにミキシング
- エリス・ソーキン – エンジニア助手
- バーニー・グランドマン – マスタリング
- ノーマン・シーフ（英語版） – 写真